# Bayan Shireh-formatie
De Bayan Shireh-formatie (ook bekend onder de naam Bayanshiree Svita of de Baynshirenskaya-formatie) is een geologische formatie in Burkhant, Mongolië, die gedateerd wordt naar het late Krijt. De exacte ouderdom is onzeker, maar er zijn twee hypothesen: gebaseerd op een vergelijking met andere formaties zou de formatie uit het Turonien tot het late Campanien, ongeveer 93 tot 80 miljoen jaar geleden stammen. Echter, gebaseerd op de magnetostratigrafie van de formatie zou ze ontstaan zijn tijdens het Cenomanien tot Santonien, 93 to 83 miljoen jaar geleden. De fauna die in deze formatie werd gevonden is gelijkaardig aan die uit de nabije Iren Dabasu-formatie.

## Fauna

### Theropoda
| Theropoda uit de Bayan Shireh-Formation | Theropoda uit de Bayan Shireh-Formation | Theropoda uit de Bayan Shireh-Formation | Theropoda uit de Bayan Shireh-Formation | Theropoda uit de Bayan Shireh-Formation                                                                                | Theropoda uit de Bayan Shireh-Formation                       |
| Geslacht                                | Soort                                   | Locatie                                 | Stratigrafische Positie                 | Gevonden delen | Opmerkingen                                                   |
| --------------------------------------- | --------------------------------------- | --------------------------------------- | --------------------------------------- | --- | ------------------------------------------------------------- |
| Achillobator                            |                                         |                                         |                                         | Gedeeltelijke schedel en fragmentarische delen van de rest van het skelet.                                             | Een gigantische dromaeosauride                                |
| Alectrosaurus                           |                                         |                                         |                                         | | Een tyrannosauride. Komt ook voor in de Iren Dabasu-formatie. |
| Enigmosaurus                            |                                         |                                         |                                         | Incompleet bekken | Een lid van de Therizinosauroidea                             |
| Erlikosaurus                            |                                         |                                         |                                         | Schedel, voeten en fragmentarische delen van de rest van het skelet.                                                   | Een lid van de Therizinosauroidea                             |
| Garudimimus                             |                                         |                                         |                                         | Schedel en delen van de rest van het skelet                                                                            | Lid van de Ornithomimosauria                                  |
| Segnosaurus                             |                                         |                                         |                                         | Drie exemplaren, onder andere een bekken, achterpoot, scapulocoracoïde, incomplete voorpoot en fragmentarische wervels | Een lid van de Therizinosauroidea                             |

### Ornithischia
| Ornithischia uit de Bayan Shireh-Formation | Ornithischia uit de Bayan Shireh-Formation | Ornithischia uit de Bayan Shireh-Formation | Ornithischia uit de Bayan Shireh-Formation | Ornithischia uit de Bayan Shireh-Formation                                                               | Ornithischia uit de Bayan Shireh-Formation                             |
| Geslacht                                   | Soort                                      | Locatie                                    | Stratigrafische Positie                    | Gevonden delen                                                                                           | Opmerkingen                                                            |
| ------------------------------------------ | ------------------------------------------ | ------------------------------------------ | ------------------------------------------ | --- | ---------------------------------------------------------------------- |
| Amtosaurus                                 | A. magnus                                  |                                            |                                            | Fragmentarische schedel                                                                                  |                                                                        |
| Graciliceratops                            |                                            |                                            | Sheeregeen Gashoon-lagen                   | Gedeeltelijke schedel, skelet                                                                            | Een primitief lid van de Ceratopia, komt ook voor in de Minhe-Formatie |
| Maleevus                                   |                                            |                                            | Sheeregeen Gashoon-lagen                   | | Een lid van de Ankylosauria                                            |
| Microceratus                               |                                            |                                            | Sheeregeen Gashoon-lagen                   | | Een primitief lid van de Ceratopia, komt ook voor in de Minheformatie  |
| Talarurus                                  |                                            |                                            |                                            | Meer dan vijf exemplaren, inclusief twee gedeeltelijke schedels, bijna complete skeletten en osteodermen | Een lid van de Ankylosauria                                            |
| Tsagantegia                                |                                            |                                            |                                            | Schedel                                                                                                  | Een lid van de Ankylosauria                                            |